# Cleptoria bipraesidens
Cleptoria bipraesidens är en mångfotingart som beskrevs av Hoffman 1967. Cleptoria bipraesidens ingår i släktet Cleptoria och familjen Xystodesmidae. Inga underarter finns listade i Catalogue of Life.